# 牛窪記
『牛窪記』（うしくぼき）は、室町時代から安土桃山時代、東三河地方における土豪の様子や、伝説を記載した地域史料。編著者は不明。牛窪城主牧野氏の栄枯盛衰を中心に記述した内容から「牛窪記」と題されている。奥書がなく、著者不明。成立は17世紀末とされる（元禄10年、1697年説）。

## 概要
『牛窪記』は『続群書類従』の合戦の部に収載され、合戦記・軍記物として扱われているが、実質は牛窪城主牧野氏の栄枯盛衰の描写が中心のために「牛窪城主盛衰記」であるという見方もある。また、熊野三所大権現（牛窪・熊野神社）、金山大権現（中條神社）、牛窪・長谷寺観音堂や野中の地蔵尊の逸話などのこの地域の武将であった牧野氏の信仰に関する記述も目立つ。
牧野氏、真木氏、岩瀬氏、野瀬氏、稲垣氏、山本氏などの三河国宝飯郡に本拠を持った土豪と、その地域でおきた合戦や、判物・逸話・伝説を中心に紹介。家康の祖父、松平清康や徳川家康と数度となく合戦に及んだことなどがわかる。江戸時代に譜代大名として、幕閣要職に名を連ねた牧野氏にとって松平氏・徳川氏と敵対した様子など、あまり知られたくない先祖の過去でもある。そして東三河の土豪たちが、今川氏・武田氏・徳川氏などの大勢力に囲まれて、苦悩して生き抜いた様子を伝えている。この牛窪記を加筆訂正したものに、中神行忠が著した『牛窪密談記』がある。牛窪城主・牧野家について、『牛久保密談記』は『牛窪記』と異なる説をとっている。

## 内容
上巻は三河国宝飯郡牛久保の地の由来や牧野氏来住までの故事（熊野神社との関連性・秦氏・一色時家（刑部少輔）の築城）に始まり、牧野氏の来住と地侍が与力したこと、牛窪の地名由来の伝説（寝牛の吉事）、牧野保成の代の武運繁盛のありさま、駿河今川家の先鋒となった保成が松平長親と和談したこと、今川義元の命による牧野氏の吉田城築城と牛窪本郷への新城「牛久保城」の築造、吉田城をめぐる今川氏や松平清康・徳川家康との抗争の中で、保成弟の牧野右馬允（後の民部之丞・貞成）が今川方から松平方に逆心したこと、この状況でも牧野成定（右馬允）と牛窪の六人衆（牛久保六騎）がなおも今川方であったこと、そして家康との牛久保の戦いで保成が死去するまでが描かれている。
下巻は牧野保成の死去に際し、牛窪寄騎の六人衆に後事を託す場面に始まり、徳川家康への臣従とその後の牧野氏と牛久保衆のありさま、徳川方としての活動（堀川見付城の戦い・諏訪の原城の戦い）や特に織田・徳川同盟に敵対する武田氏に東三河を脅かされ、長篠の戦いの前哨戦で織田信長が牛久保城に本陣を進めて牧野氏・牛久保衆が馳走したことが目を引く。天正18年（1590年）の徳川氏関東移封に従って牧野氏が去り、牛久保が池田輝政領となりその家臣・荒尾平左衛門の支配となった場面までで終わる。

## 他の資料との関係
『牛窪記』は、『牛窪密談記』や『宮嶋伝記』など、他の類似資料と比較して早く成立していて、これらの記述の基となっているが、後発の諸本と『牛窪記』は多くの相違点や矛盾点がある。

### 記述内容の相違点
文亀年中に、今橋城（吉田城）築城を、今川義元が、牛久保六騎と地侍十七人衆に命令したとあるが、当時、今川義元はまだ生まれていないなど、明らかな誤りが見える。
牧野氏については牧野古白と、牧野出羽守保成に関する記述が多いが、『牛窪記』は『寛政重修諸家譜』と次の2点で大きな記述の相違がある。
1. 『牛窪記』では牛久保城主を牧野出羽守保成として記述の中心としているが、『寛政重修諸家譜』では牧野保成に関して牛久保城の城主との記述をしていない。
2. 牛久保城主牧野氏が、徳川家康に恭順した時期が『牛窪記』は永禄8年3月（新暦1565年4月）、『寛政重修諸家譜』では永禄9年5月（新暦1566年6月）と、およそ1年2か月ほど異なる。

また、『牛窪記』は享禄2年に新造されたとする牛久保城について牧野保成の在城を記すが、『牛窪密談記』では保成は享禄2年「牛窪出羽守吉田ニ相移」った後、「一色ノ城（牛窪ニ改名ス）牧野出羽守保成守護ス。」とし、牛久保城には弟・牧野民部丞とその嫡子・右馬允成守（成定）の在城を記述している。
牧野保成の卒去については、『牛窪記』は、牧野民部丞の徳川方降参の後、衰老のため牛窪年寄の六人衆に後事を託して自害と記し、『牛窪密談記』は永禄6年3月6日に牛久保城外の戦いで徳川方・松井忠次と対決して負傷・自害したと記す違いがある。

## 「牛窪記」中の挿話

### けさがけ地蔵の伝説
旧宝飯郡牛久保村字石仏には、「けさがけ地蔵」と呼ばれる地蔵尊がある（現住所は豊川市光揮町）。『牛窪記』にこの地蔵尊と牧野家与力渡辺氏の説話があり、「野中地蔵」「牛久保の石仏」として登場している。
牛久保牧野氏の家臣・渡辺太郎左衛門と従兵は、安城方面での合戦から帰陣する途中に、本野が原付近で「野臥」（野武士）の群れに襲われた。渡辺太郎左衛門が小勢と戦疲れのために、苦戦と死を覚悟したときに、俄に石地蔵の方角から若武者が現れて野武士を撃退したので危難を逃れたが、太郎左衛門が信心を寄せていた石地蔵に切り傷と血が付いていたので、その若者は石地蔵の化身であったと気付いたという伝説。

### 真木花藻・岩瀬忍の恋愛物語
上巻・下巻に牧野氏家臣の真木又一郎・花藻と岩瀬林之介・忍の恋愛物語と悲劇が挿話されている。これは逸話として最も字数が割かれ彩りを添えている。
上巻には岩瀬・真木と花藻・忍の恋愛、下巻にはともに添い遂げた4人の様子とその後の堀川城合戦で岩瀬は無事帰還するも真木は深手を負って死んで戻ったために、妻・花藻が悲しみのあまり古井戸（「戀れ井戸」）に身投げをしてしまうという悲劇を描いている。

### 下地聖眼寺の金扇伝承
牧野氏が聖眼寺（豊橋市下地町）の太子堂に奉納した2本の金扇の1本を、徳川家康が今川勢の支配する対岸の吉田城を攻撃する時に同寺住職が家康に献上した物で、のちに徳川将軍家の馬印に採用されたという。なお、天正18年（1590年）小田原征伐の際に徳川家康は聖眼寺でのエピソードを話して、金扇の使用を遠慮していた牧野半右衛門に馬印としての使用を差し許した。
ただし、聖眼寺太子堂奉納の金扇が永禄の時点で家康の馬印になったかどうかについて、以下の留意点もある。
1. '小瀬甫庵の『信長記』の説として、〈永禄（1558年 - 1570年）ノ比マデハ馬験ト云事ナカリキ、元亀（1570年 - 1573年）ノ比ヨリ初リ。とあり、永禄期の馬印（馬験）の存在を否定している。
2. また、徳川幕府の古記録である『柳営秘鑑』では扇の馬印は本多忠高・本多忠勝父子を由来としている（ただし、この扇の馬印は金扇とは記していない）。